# Fűzvölgy
Fűzvölgy  (németül Freiweis) község Zala vármegyében, a Nagykanizsai járásban, a Zalai-dombságban, az Egerszeg–Letenyei-dombság területén. Neve 2004-ig Füzvölgy volt.

## Fekvése
Fűzvölgy község Nagykanizsától mintegy 10 kilométerre északkeletre található. A település a Principális-csatorna völgyében, sík területen fekszik, talaja jórészt homokos.
A közvetlenül határos települések: észak felől Magyarszentmiklós, kelet felől Újudvar, dél felől Hosszúvölgy, nyugat felől pedig Homokkomárom.

### Megközelítése
Közigazgatási területét átszeli a 74-es főút, de a központja csak arról lehajtva érhető el, körülbelül egy kilométeres letéréssel, a 75 132-es számú mellékúton. Hosszúvölggyel egy számozatlan önkormányzati út köti össze.

## Története
A település és környéke már a római korban is lakott hely volt, melyet a talu határában végzett régészeti ásatások is bizonyítanak, ugyanis itt haladt keresztül a híres borostyánút, és a falu határában egy római katonai tábor (castrum) maradványai is napvilágra kerültek.
A népvándorlás majd a magyar honfoglalás és államalapítás idejéből ugyan nem maradtak fenn írásos emlékek Fűzvölggyel és tágabb vidékével kapcsolatban. A településről az első írásos emlékek is csak a 13. századtól kezdve maradtak fenn.
A környék lakosságát a török idők, majd a Rákóczi-szabadságharc küzdelmei nagyon megritkították, ezért valószínűleg a vidék akkori birtokosai, a Metternich család tagjai 1744 körül Fűzvölgyet, valamint a közeli falvakat: Hosszúvölgyet, és Magyarszentmiklóst a Rajna mellől, Koblenz környékéről való német telepesekkel népesítették újra.

## Közélete

### Polgármesterei
- 1990–1994: Schmidt István (független)[3]
- 1994–1998: Schmidt István (független)[4]
- 1998–2002: Schmidt István (független)[5]
- 2002–2006: Schmidt István (független)[6]
- 2006–2010: Schmidt István (független)[7]
- 2010–2014: Szabó István (független)[8]
- 2014–2019: Szabó István (független)[9]
- 2019–2022: Schmidt István (független)[10]
- 2022–2024: Szabó István (független)[11]
- 2024– : Maurer László (független)[1]

A településen 2022. június 26-án időközi polgármester-választást kellett tartani, mert a korábbi polgármester 2022. március 26-án elhunyt. A választáson öt független jelölt indult, a győztes 30 % körüli eredménnyel szerzett mandátumot.

## Népesség
A település népességének változása:
| Lakosok száma | 124  | 118  | 122  | 126  | 125  | 123  | 132  |
|               | 2013 | 2014 | 2015 | 2021 | 2022 | 2023 | 2024 |

A 2011-es népszámlálás idején a nemzetiségi megoszlás a következő volt: magyar 69%, német 29,8%. A lakosok 90,2%-a római katolikusnak vallotta magát (8,13% nem nyilatkozott).
2022-ben a lakosság 96,8%-a vallotta magát magyarnak, 21,6% németnek, 1,6% horvátnak, 0,8% bolgárnak, 5,6% egyéb, nem hazai nemzetiségűnek (3,2% nem nyilatkozott; a kettős identitások miatt a végösszeg nagyobb lehet 100%-nál). Vallásuk szerint 62,4% volt római katolikus, 2,4% egyéb keresztény, 1,6% egyéb katolikus, 9,6% felekezeten kívüli (24% nem válaszolt).

## Nevezetességei
- Világháborús emlékmű
- Szőlőhegy
- Park